# Бристоль (Род-Айленд)
Бристоль (англ. Bristol) — місто (англ. town) в США, в окрузі Бристоль штату Род-Айленд. Населення — 22 493 особи (2020).

## Демографія

### Перепис 2010
Згідно з переписом 2010 року, у місті мешкали 22 954 особи в 8511 домогосподарстві у складі 5361 родини. Було 9315 помешкань
Расовий склад населення:
| - 96,3 % — білих - 0,9 % — азіатів - 0,8 % — чорних або афроамериканців - 0,1 % — корінних американців |

До двох чи більше рас належало 1,4 %. Частка іспаномовних становила 2,0 % від усіх жителів.
За віковим діапазоном населення розподілялося таким чином: 15,8 % — особи молодші 18 років, 66,6 % — особи у віці 18—64 років, 17,6 % — особи у віці 65 років та старші. Медіана віку мешканця становила 40,6 року. На 100 осіб жіночої статі у місті припадало 93,9 чоловіків; на 100 жінок у віці від 18 років та старших — 92,8 чоловіків також старших 18 років.
Середній дохід на одне домашнє господарство становив 84 844 долари США (медіана — 65 890), а середній дохід на одну сім'ю — 104 958 доларів (медіана — 85 982). Медіана доходів становила 58 279 доларів для чоловіків та 50 271 долар для жінок. За межею бідності перебувало 8,6 % осіб, у тому числі 7,2 % дітей у віці до 18 років та 6,1 % осіб у віці 65 років та старших.
Цивільне працевлаштоване населення становило 11 135 осіб. Основні галузі зайнятості: освіта, охорона здоров'я та соціальна допомога — 33,7 %, мистецтво, розваги та відпочинок — 13,4 %, виробництво — 9,4 %, роздрібна торгівля — 9,2 %.

### Перепис 2000
За даними перепису 2000 року
на території муніципалітету мешкало 22 469 людей, було 8 314 садиб та сімей.
Густота населення становила 858,1 осіб/км². З 8 314 садиб у 28,2 % проживали діти до 18 років, подружніх пар, що мешкали разом, було 54,8 %,
садиб, у яких господиня не мала чоловіка — 10,1 %, садиб без сім'ї — 32 %.
Власники 11,9 % садиб мали вік, що перевищував 65 років, а в 26,3 % садиб принаймні одна людина була старшою за 65 років. Кількість людей у середньому на садибу становила 2,45, а в середньому на родину 2,99.
Середній річний дохід на садибу становив 43 689 доларів США, а на родину — 54 656 доларів США. Чоловіки мали дохід 37 587 доларів, жінки — 26 413 доларів. Дохід на душу населення був 21 532 доларів. Приблизно 5,2 % родин та 8,1 % населення жили за межею бідності.
Медіанний вік населення становив 38 років. На кожних 100 жінок віком понад 18 років припадало 90,4 чоловіків.